# Günther Jachmann
Günther Jachmann (Gumbinnen, 10 maggio 1887 – Colonia, 17 settembre 1979) è stato un filologo classico tedesco.

## Biografia
Insegnò a Gottinga (1917–1922), Basilea (1922–1925) e Colonia (1925–1952). Si interessò di critica testuale sia in relazione ad autori greci sia latini, ma si occupò in modo particolare di Omero.

## Opere principali
- Die Geschichte des Terenztextes im Altertum, Basel, F. Reinhardt, Universitäts-Buchdruckerei, 1924
- Plautinisches und Attisches, Berlin, Weidmannsche Buchhandlung, 1931 (ristampa anastatica: Roma, L'Erma di Bretschneider, 1966)
- Der homerische Schiffskatalog und die Ilias, Köln-Opladen, Westdeutscher Verlag, 1958
- Ausgewählte Schriften, herausgegeben von Christian Gnilka, Königstein, Hain, 1981
- Textgeschichtliche Studien, herausgegeben von Christian Gnilka, Königstein, Hain, 1982